# Lompoc
Lompoc, fundada en 1888, es una ciudad ubicada en el condado de Santa Bárbara en el estado estadounidense de California. En el año 2000 tenía una población de 41 103 habitantes y una densidad poblacional de 1365.5 personas por km².

## Geografía
Lompoc se encuentra ubicada en las coordenadas 34°38′46″N 120°27′37″O / 34.64611, -120.46028. Según la Oficina del Censo, la ciudad tiene un área total de 30,1 km² (11,6 mi²), de la cual 30,1 km² (11,6 mi²) es tierra y 0 km² (0 mi²) (0%) es agua.

## Demografía
Según la Oficina del Censo en 2000 los ingresos medios por hogar en la localidad eran de $47,587, y los ingresos medios por familia eran $62,199. Los hombres tenían unos ingresos medios de $35,074 frente a los $26,824 para las mujeres. La renta per cápita para la localidad era de $15,509. Alrededor del 15.4% de la población estaban por debajo del umbral de pobreza.

## Ciudades hermanadas
Inca  (España)